# Mario Merz
Mario Merz (Milaan, 1 januari 1925 – Turijn, 9 november 2003) was een Italiaans kunstenaar.
Hij heeft meerdere kunstwerken gemaakt

## Stijl
De werken van Mario Merz behoren tot de arte povera.

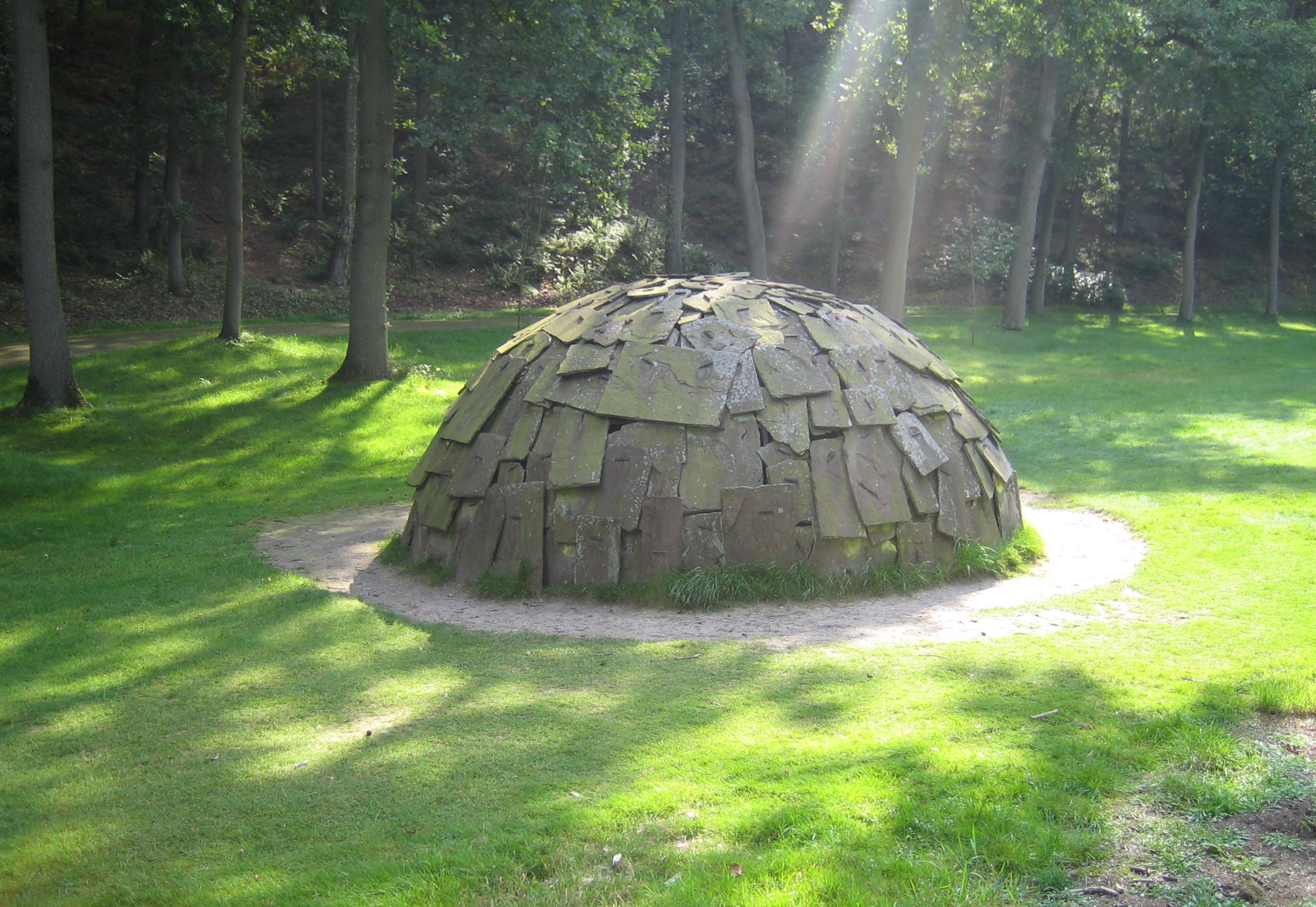
Igloo di pietra (1982)
Kröller-Müller Museum

Denken is kunst, kunst is maken, niet spreken. Kunst is niet bedoeld om iets uit te leggen, maar dat te laten zijn wat je onmogelijk kunt uitleggen

## Werk in openbare collecties (selectie)
- Beeldenpark van het Kröller-Müller Museum, Otterlo
- Bonnefantenmuseum, Maastricht
- Guggenheim, New York
- Hirshhorn Museum and Sculpture Garden, Washington
- Museum of Fine Arts, Boston

## Tentoonstellingen en musea (selectie)
- Courtauld Gallery in het Courtauld Institute of Art, Londen
- Castello di Rivoli Museum of Contemporary Art, Turijn
- GAM - Galleria Civica d'Arte Moderna e Contemporanea, Turijn
- Hallen für neue Kunst, Schaffhausen
- Stedelijk Museum voor Actuele Kunst, Gent
- Gemeentemuseum, Den Haag

In 1972 en 1982 nam Mario Merz deel aan de Documenta 5 en 7 in Kassel en in 1976 aan de Biënnale van Venetië.

## Werken (selectie)
Mario Merz werd bekend met iglo-achtige bouwsels en een zoektocht naar de wetmatigheden van de natuur. Hij gebruikte bij voorkeur natuurlijke materialen als leisteen, bijenwas en jute en hij maakte vaak combinaties met glas, keramiek en neonlicht.
- 1967 - In the street
- 1967-1979 - Igloo nero
- 1979 - Vecchio bizonte della savanna
- 1983 - Igloo
- 1984 - From Honey to Ashes (Dal miele alle ceneri)
- 1985 - From Continent To Continent
- 1987 - Iguana
- 1990 - Wij kijken door de vensters - U kijkt door de vensters naar ons die u bekijken Temse
- 1997 - Fibonnacireeks, een neon-sculptuur op de zijgevel van het Schipholgebouw langs de A4

## Privé
- Mario Merz was getrouwd met beeldhouwster Marisa Merz.